# U/17 Divisionen
U-17 Divisionen er den anden bedste rangerende liga for U/17-hold i DBU-regi. Ligaen består af 16 hold, der alle møder hinanden 2 gange.

## Resultater
| År      | Guld       | Sølv                  | Bronze         |
| ------- | ---------- | --------------------- | -------------- |
| 2020-21 | FK Viborg  | FC Helsingør          | Roskilde FC    |
| 2019-20 | AC Horsens | B.93                  | FK Viborg      |
| 2018-19 | HB Køge    | FK Viborg             | B.93           |
| 2017-18 | AC Horsens | FK Viborg             | FC Roskilde    |
| 2016-17 | FK Viborg  | HB Køge               | FC Roskilde    |
| 2015-16 | FK Viborg  | B.93                  | Næsby Boldklub |
| 2014-15 | FK Viborg  | Haderslev Fodboldklub | B.93           |
| 2013-14 | FK Viborg  | B.93                  | AC Horsens     |
| 2012-13 |            |                       |                |
| 2011-12 |            |                       |                |
| 2010-11 |            |                       |                |
| 2009-10 |            |                       |                |
| 2008-09 |            |                       |                |
| 2008    |            |                       |                |
| 2007    |            |                       |                |
| 2006    |            |                       |                |
| 2005    |            |                       |                |
| 2004    |            |                       |                |